# UFC Fight Night: Bisping vs. Leites
UFC Fight Night: Bisping vs. Leites foi um evento de artes marciais mistas promovido pelo Ultimate Fighting Championship, ocorrido em 18 de julho de 2015 no The SSE Hydro em Glasgow, Escócia.

## Background
Após realizar quinze eventos por todo o Reino Unido, essa foi a primeira vez que o UFC realiza um evento na Escócia.
A luta principal foi pelos médios entre o inglês Michael Bisping e o brasileiro ex-desafiante Thales Leites.
Ian Entwistle era esperado para enfrentar Marcus Brimage no evento, no entanto, uma lesão tirou Entwistle da luta e ele foi substituído pelo estreante e veterano do WSOF e Bellator Jimmie Rivera.
Konstantin Erokhin era esperado para enfrentar Daniel Omielańczuk no evento, no entanto, uma lesão tirou Erokhin da luta e o estreante Chris de la Rocha foi colocado para lutar em seu lugar.
Jake Matthews era esperado para enfrentar Mickaël Lebout no evento, no entanto, uma lesão tirou Matthews do evento e ele foi substituído por Teemu Packalén.
Bec Rawlings era esperada para enfrentar Joanne Calderwood nesse evento, porém, uma lesão a tirou do evento e ela foi substituída pela estreante Cortney Casey.

## Bônus da Noite
Os lutadores que ganharam $50,000 de bônus
- Luta da Noite:  Joanne Calderwood vs.  Cortney Casey
- Performance da Noite:  Joseph Duffy e  Stevie Ray